# Sahul

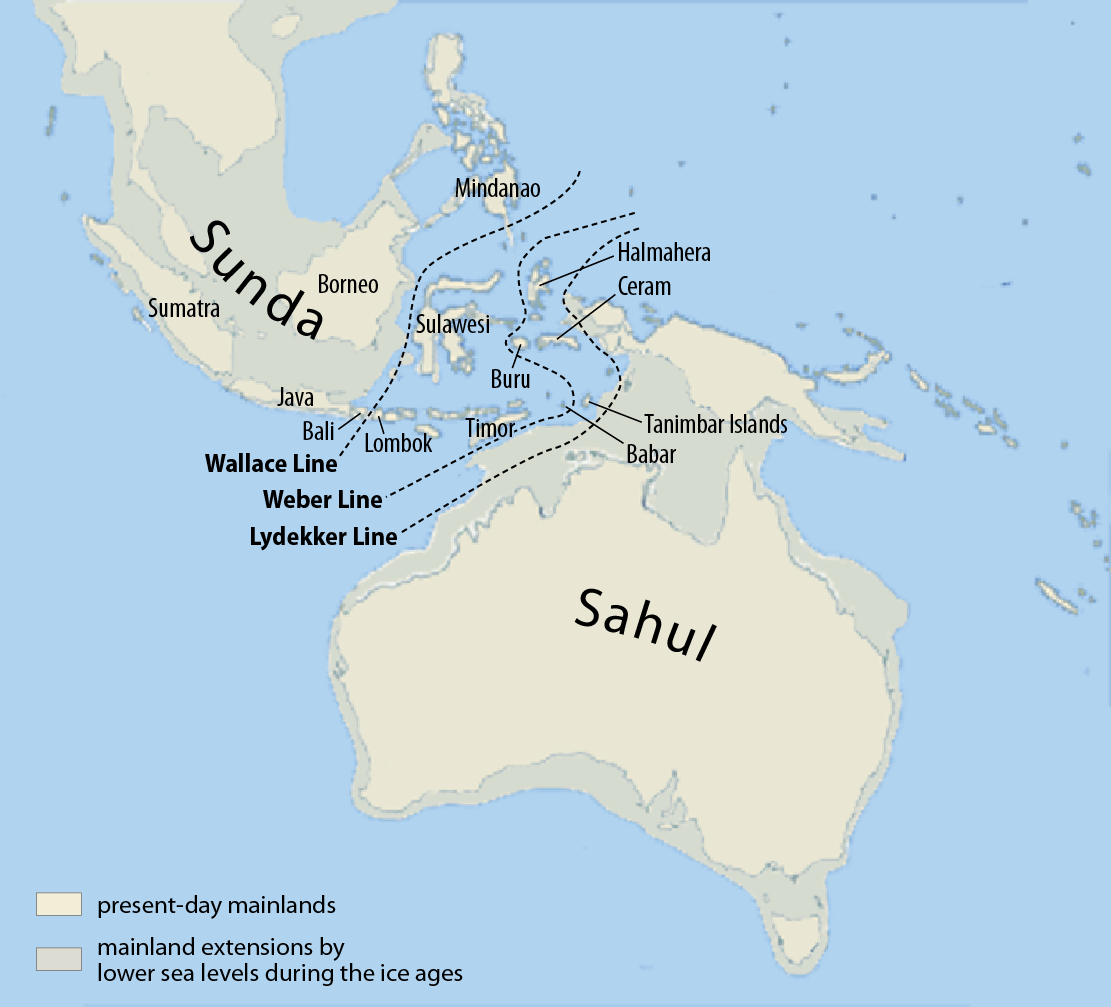
Mapa Sahul i Sunda

Sahul – prehistoryczny kontynent, obejmujący współczesną Australię, Nową Gwineę i Tasmanię. Geologicznie stanowi szelf kontynentalny Australii, jest częścią płyty indoaustralijskiej.
Sahul stanowił jeden ląd podczas zlodowacenia, które było powodem obniżenia poziomu oceanu światowego (pomiędzy 100 a 10 tys. lat temu). Największą powierzchnię osiągnął ok. 22–23 tys. lat temu, gdy poziom morza był około 135 metrów poniżej współczesnego. Stopniowe podnoszenie się oceanu doprowadziło do powstania około 13 tysięcy lat temu dzielącej Tasmanię i Australię Cieśniny Bassa (obecnie głębokiej na 50–90 m). Około 9 tysięcy lat temu Cieśnina Torresa oddzieliła Nową Gwineę od Australii (22 m).
Przypuszcza się, że człowiek współczesny, korzystając z obniżonego poziomu oceanów, zasiedlił Sahul około 60 tysięcy lat temu. Musiał jednak wpierw pokonać obszar morski (Wallacea) pomiędzy Sahulem a półwyspem Sunda (obejmującym współczesne wyspy Indonezji). Cieśnina dzieląca Sahul i wyspę Timor nawet w najbardziej sprzyjających czasach miała blisko 200 km szerokości.